# 列布里科沃
48°12′35″N 39°17′3″E / 48.20972°N 39.28417°E
列布里科沃（羅馬化：Rebrikovo），或按乌克兰语译作雷布里科韋（烏克蘭語：Ребрикове），法理上是烏克蘭東部盧甘斯克州羅韋尼基區羅韋尼基市鎮的村莊。該村始建於1775年，面積2平方公里，海拔高度154米，2001年人口965，人口密度每平方公里483.5人。